# Col de la Ruchère
Le col de la Ruchère est un col de montagne, situé à 1 418 m d'altitude, sur la commune de Saint-Christophe-sur-Guiers, dans le massif de la Chartreuse entre la prairie des Riondettes à la Ruchère et le monastère de la Grande Chartreuse.
Ce col est accessible à pied uniquement : depuis le sud, entièrement boisé, 2 heures 30 de marche à partir de la Correrie, à l'entrée de la zone de silence du monastère ; depuis le nord, qui donne sur un alpage, 1 heure 30 de marche depuis le hameau de la Ruchère ou depuis son site nordique.

## Géologie
Le col correspond à la charnière de l'anticlinal médian du Couvent et est taillé dans les marnes calcaires du Berriasien inférieur.

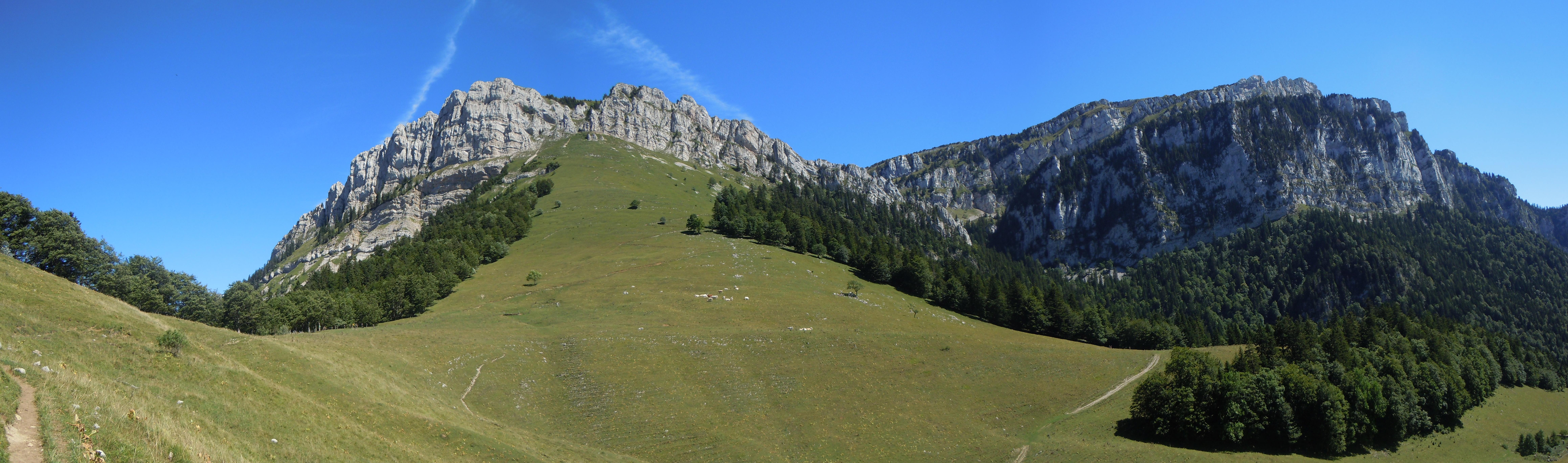
Vue du col de la Ruchère, du Petit Som (1772 m, à gauche) et des crêtes du Grand Som (à droite).

Depuis le col de la Ruchère, la prairie au pied du Petit Som et du Grand Som, et Chamechaude dans le fond.